# Mexicaanse stierkophaai
De Mexicaanse stierkophaai (Heterodontus mexicanus) is een vis uit de familie van de stierkophaaien (Heterodontidae) en behoort derhalve tot de orde van varkenshaaien (Heterodontiformes). De vis kan een lengte bereiken van 70 centimeter.

## Leefomgeving
De Mexicaanse stierkophaai is een zoutwatervis. De vis prefereert een tropisch klimaat en leeft hoofdzakelijk in de Grote Oceaan op dieptes tussen 0 en 50 meter.

## Relatie tot de mens
In de hengelsport wordt er weinig op de vis gejaagd.
De Mexicaanse stierkophaai is niet ongevaarlijk voor de mens, het kan de mens verwonden.